# 奴隸貿易
奴隶贸易即指以奴隶作为商品的贸易。早在古代奴隶社会中各个奴隶主之间即有发生。

## 古代
在奴隶社会时代，奴隶作为奴隶主的附属品，甚至可以赠送给他人，自然也可以合法地作为普通商品自由买卖。在古代，也有国际性的奴隶贸易进行。在西方，奴隶多为斯拉夫人。在中国唐朝时期，也有来自南洋的昆仑奴。

## 伊斯蘭世界奴隸貿易
伊斯蘭世界奴隸貿易，是伊斯蘭世界一種傳統貿易，整個伊斯蘭世界都有此活動，於伊斯蘭教創教前已流行，王公、酋長甚至是富裕的自由人都可能擁有大量的奴隸、女奴。在伊斯蘭世界的奴隸與美洲的蓄奴不完全相同，一些伊斯蘭奴隸的身分更接近管家，但男奴隸主要還是作為勞力使用，女奴則用為性奴隸。

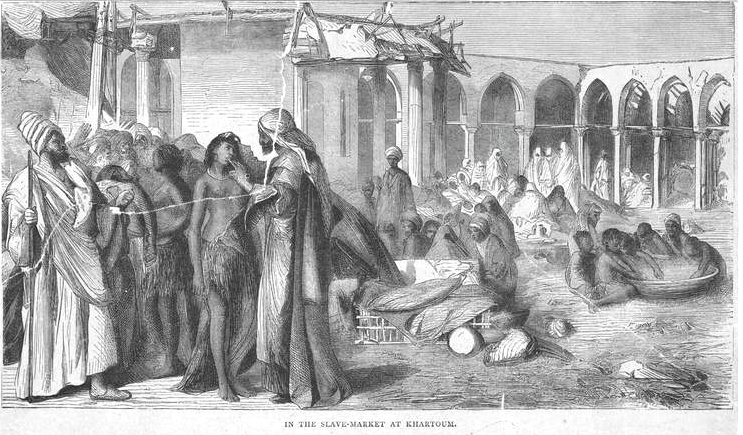
1876年苏丹喀土穆的奴隶市场

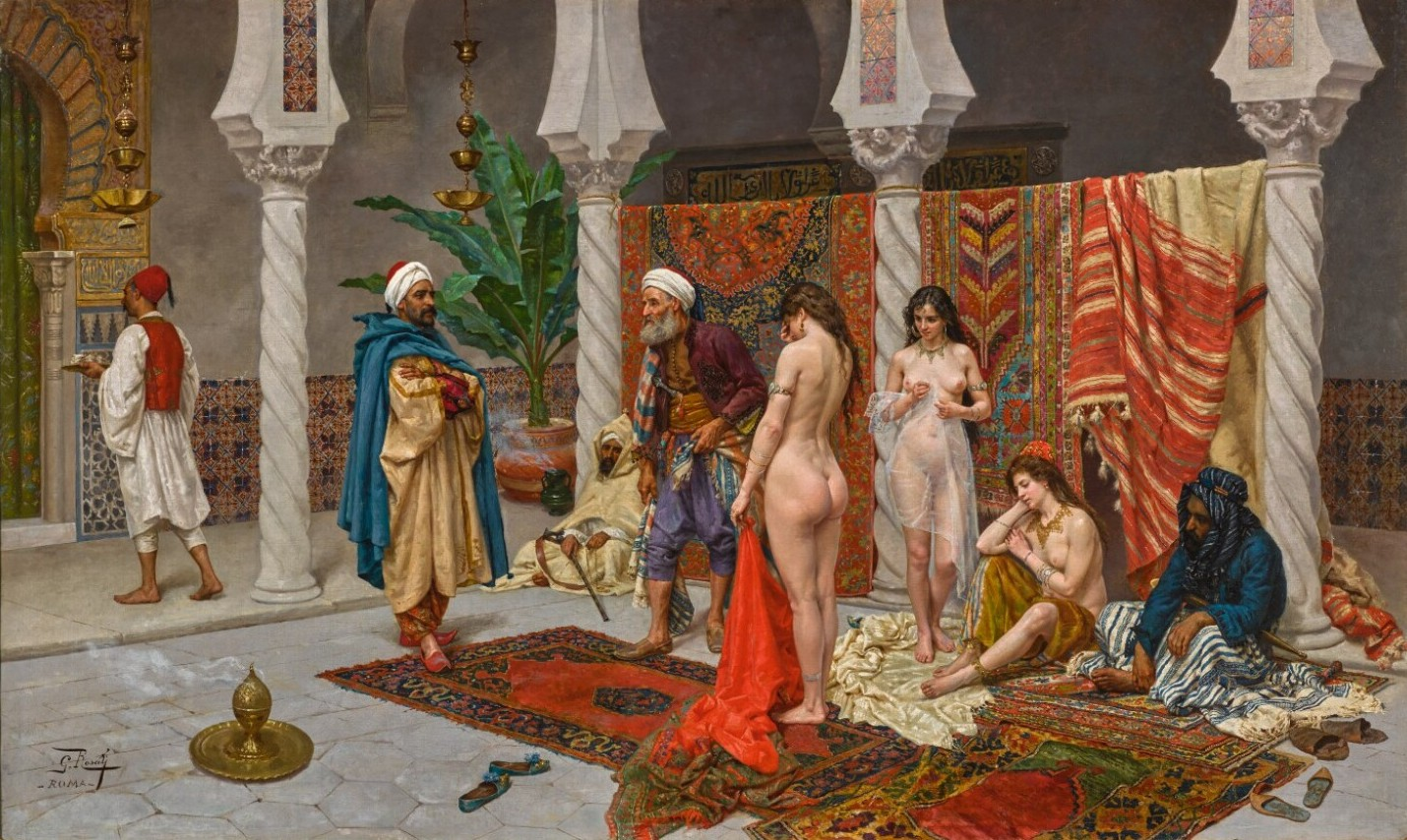
奥斯曼帝国的切尔克斯人性奴正在被接受挑选。

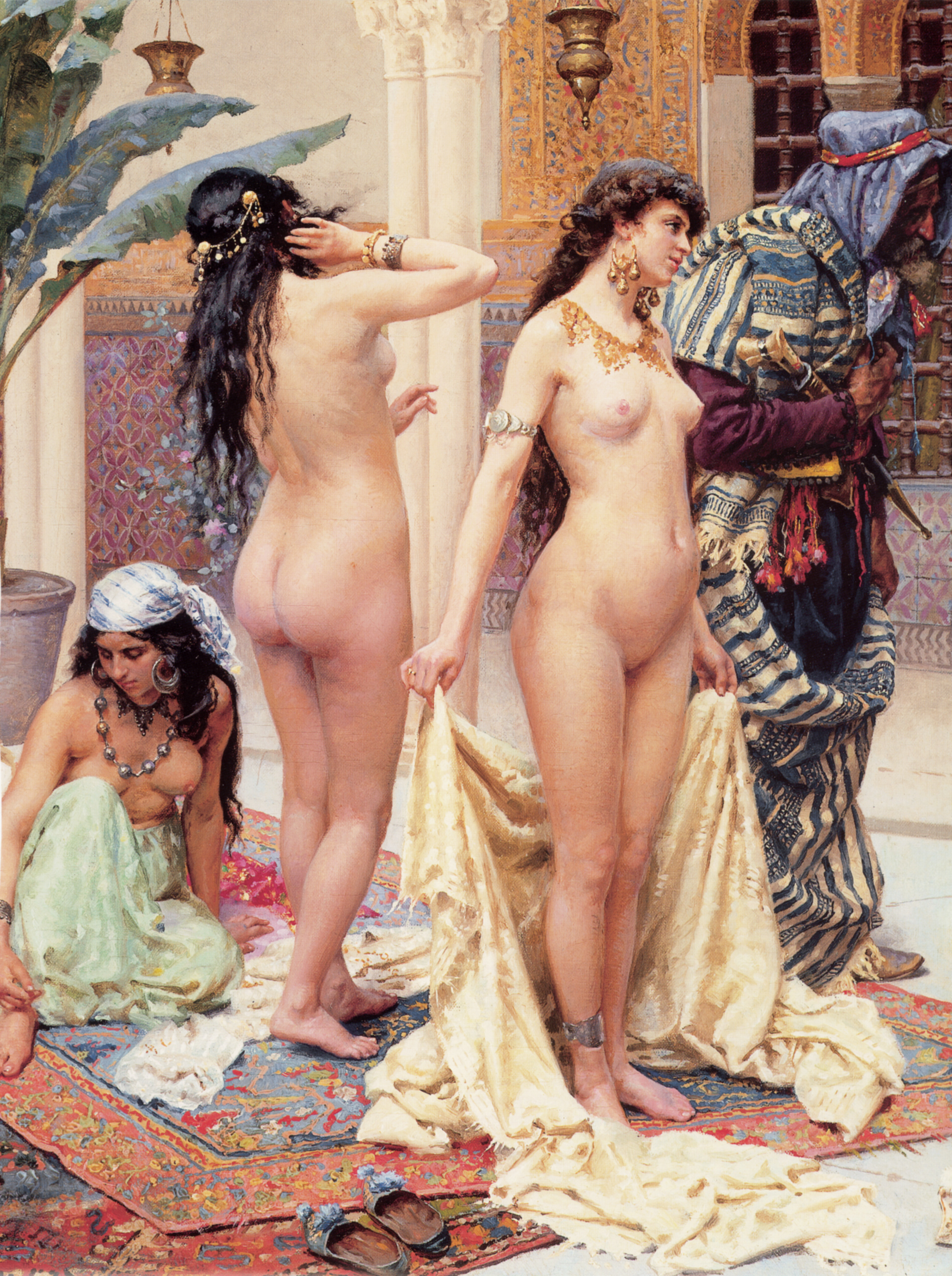
切尔克斯人性奴

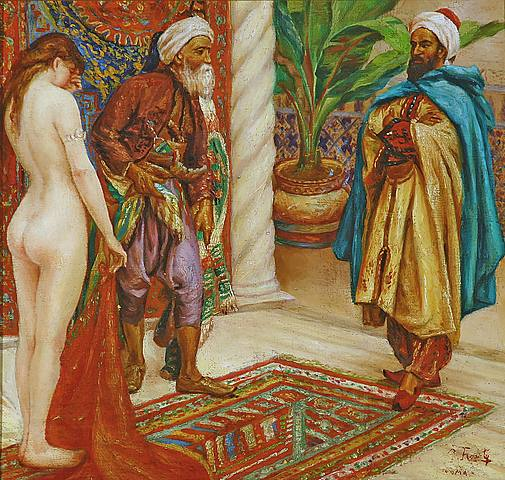
赤身裸体的切尔克斯女子正在被接受挑选。

## 黑奴贸易
最早的黑奴贸易出现在中世纪及之前。在那时黑人就经由撒哈拉商道、尼罗河及印度洋由阿拉伯人贩卖到南欧、阿拉伯世界以及波斯甚至南亚等地。在奴隶交易中，奴隶可以如物品一样交易，奴隶的亲人也可以像物品一样交易。但是在古代社会由于生产力普遍低下，这种奴隶交易实际上作为一种普遍现象，而并不是黑人所特有的，因为同样的亦有白人被卖为奴。在古代的伊斯蘭國家，人口买賣是合法的。根据Elikia M’bokolo在《外交世界（Le Monde diplomatique）》一书中写道的，“跨越了撒哈拉，通过红海，印度洋港口，跨越了大西洋，非洲奴隶至少遭受了10个世纪的奴役（9世纪-19世纪）以造福于穆斯林国家……四百万被奴役人民通过红海出口，另四百万通过斯瓦希里港口到达印度洋”。有些中東國家如沙烏地阿拉伯，奴隸制度也一直持续到1960年代為止。花剌子模帝國時代拍賣最多的則为白种的俄羅斯人。新航路开辟后，首先是葡萄牙、西班牙走上了殖民扩张的道路，接着英国，荷兰，法国也走上了殖民掠夺的道路。在美洲，欧洲殖民者强占印第安人的土地，建立种植园的同时，肆意地屠杀和奴役印第安人，使印第安人人数锐减，无法为种植园提供足够的劳动力，于是种植园主开始买进非洲黑人，作为奴隶在种植园劳动，这就为欧洲奴隶贩子打开了道路

### 大西洋奴隶贸易
大西洋奴隶贸易是16世纪至19世纪时期（也有人认为早至15世纪，并持续至20世纪），在环大西洋地区将非洲大陆人民作为廉价劳动力提供给美洲大陆殖民地地区的一种贸易。奴隶的来源主要是非洲西部和中部，黑人被欧洲人通过贸易或袭击、绑架等手段抓获并贩往美洲大陆进行超强度的劳作。这是一种带有强烈殖民主义色彩的血腥黑暗的贸易。

## 另見
- 美國奴隸制度